# 合徳駅
合徳駅（ハプトクえき）は大韓民国忠清南道唐津市に位置する韓国鉄道公社（KORAIL）の駅である。

## 歴史
- 2024年11月2日：開業[2]。

## 隣の駅
韓国鉄道公社
西海線
仁州駅 - 合徳駅 - 洪城駅